# المهدي الخماسي
المهدي الخماسي، لاعب كرة قدم قطري من أصل تونسي.
لعب سابقاً مع نادي قطر ونادي الخريطيات.

## روابط خارجية
- المهدي الخماسي على موقع Soccerway.com (الإنجليزية)